# Fernley
Fernley è una città degli Stati Uniti, situata nella Contea di Lyon nello stato del Nevada. Nel censimento del 2000 la popolazione era di 8.543 abitanti.

## Storia
Fernley, località più popolosa della contea, ha ottenuto lo status di City il 1º luglio 2001.

## Geografia fisica
Secondo i rilevamenti dell'United States Census Bureau, la località di Fernley si estende su una superficie di 91,7 km², tutti occupati da terre.
Il clima è quello tipico del deserto, l'inverno porta temperature basse e talvolta la neve, ma mai in proporzioni eccezionali. Le estati sono calde ed asciutte, la pioggia annua media è di 130 mm.

## Popolazione
Secondo il censimento del 2000, a Fernley vivevano 8.543 persone, ed erano presenti 2.366 gruppi familiari. La densità di popolazione era di 93,1 ab./km². Nel territorio comunale si trovavano 3.432 unità edificate. Per quanto riguarda la composizione etnica degli abitanti, l'87,11% era bianco, l'1,00% era afroamericano, l'1,53% era nativo, lo 0,68% era asiatico e lo 0,20% proveniva dall'Oceano Pacifico. Il 3,59% della popolazione apparteneva ad altre razze e lo 0,43% a più di una. La popolazione di ogni razza ispanica corrispondeva al 13,87% degli abitanti.
Per quanto riguarda la suddivisione della popolazione in fasce d'età, il 29,2% era al di sotto dei 18, il 7,7% fra i 18 e i 24, il 29,9% fra i 25 e i 44, il 23,7% fra i 45 e i 64, mentre infine il 9,6% era al di sopra dei 65 anni di età. L'età media della popolazione era di 35 anni. Per ogni 100 donne residenti vivevano 100,7 maschi.

## Storia
Fernley nasce nel 1904 principalmente come centro agricolo e di allevamento, una scuola venne fondata poco dopo ed è a tutt'oggi in uso come sede della Camera di Commercio.
Molte delle fattorie nate a Fernley erano nate grazie al Newlands Irrigation Project, nato a sua volta dal Newlands Reclamation Act del 1902. Il progetto stabiliva una serie di irrigazioni che si snodavano da Derby Dam fino a Lahontan Reservoir, vicino a Fallon, molti di questi impianti di irrigazione sono in uso ancora oggi.
Nel 1965 una compagnia di costruzioni diede inizio ad una campagna edilizia portando nuovi lavori, che non fossero legati al mondo agricolo, per la prima volta dalla fondazione della città.